# 大同大学大同高等学校
大同大学大同高等学校（だいどうだいがくだいどうこうとうがっこう）は愛知県名古屋市南区大同町二丁目にある私立高等学校（男女共学）。通称は「大同大大同（だいどうだいだいどう）」。

## 概要
歴史
大同電力(現・中部電力、関西電力)をはじめ、日清紡績、矢作水力、大同製鋼（現・大同特殊鋼）、東邦電力、東邦瓦斯といった電力、電鉄、製鋼、ガス、化学工業など多岐にわたる会社を設立し、中部財界の礎を築いた福澤桃介を祖とする。福澤の工業技術者養成のための研究教育機関の構想を受け継いだ大同製鋼社長下出義雄（後に衆議院議員）が中心となり、1939年1月に旧・大同電力系31社の共同出資により大同工業教育財団(現・学校法人大同学園)が設立され、1939年4月、同財団により大同工業学校が設置された。
校章は大同の大を図案化し、中に工業の「工」が入れられた。材質は大同製鋼（株）のステンレス鋼で作られた高級なもので、生徒には無償で与えられ、卒業時に学校へ返却する習慣であった。
初年度は4月1日から名古屋市南区道徳新町棧橋倉庫（株）の空室を仮校舎として動き出し、９月1日から名古屋市南区道徳新町5丁目48番地の新校舎に移転された。
1945年5月17日には空襲によって学校の諸設備が全て失われ、学校本部は近隣の森川歯科医院2階を借りて事務をとり、6月には元熱田中学校の一部を借りて移転した。終戦を迎え、翌1946年4月の新学期からは東邦商業学校の仮校舎へ移り、1947年4月に名古屋市南区白水町19番の大同製鋼（株）至誠寮に移転してようやく通常授業が再開された。
1948年4月には校名を大同工業高等学校へ改称。全日制、定時制両課程に機械科、電気科、普通科の3科を、定時制にはさらに金属科が設置された。また同時に校旗も作られた。
1959年9月26日に猛威をふるった伊勢湾台風により、学園付近一帯は高潮と堤防の決壊によって巨大な木材が殺到した。学園は南区役所の一室を借りて臨時災害対策本部を設け、生徒・職員の安否を確認することと、救援の手を差し延べると共に学校を守ることが決定された。直ちに教職員を中心とした生徒隊が「大同工高生徒隊」と大書きされた旗を立てた筏で日夜の別無く活動し、校内避難民のための救援物資を運び、医療班は病人や負傷者を病院に運んだり、また屋上に取り残された付近住民の交通機関の役を果たした。悪条件の積み重なった中での大同工高生徒隊の砕身の活躍は付近住民の感謝の的となり、諸新聞にも報道された。中部日本災害対策本部長、桑原愛知県知事からも表彰状が送られ、翌年3月8日には岸内閣総理大臣からも「抜群の功労」として表彰されるに至った。この善行を顕彰し感謝の気持ちを表すとともに後進の鼓舞激励に資するため、「愛と力の筏」像が東京芸術大学鋳造部の西大田氏によって鋳造され、現在も高校敷地内に設置されている。 
建学の精神
「社会で有為な人材の育成」
教育信条
　【汗と愛】自己に課せられた使命を自覚し、勤労精神を育成すると共に、如何なる立場においても、人を尊び人を愛し、融和一致し得る人格の育成をはかる。
　【質実】質実で純潔、併せて清新明朗な気風を養い、国家及び社会の有為な人物となるようにつとめる。
　【中庸】健全な精神と正しい判断力を持ち、左右何れにも偏せず中庸の道を堅持し、良い社会人となるようにつとめる。
　【創意】学力向上、工業技術の錬磨と独創的な研究に向かって日夜精進する。
　【責任】自主的かつ積極的に行動し、責任を重んずる人物となるようにつとめる。      
教育目標と、その具現化のための指針
　【最上位目標】すべての生徒に＜汗と愛＞の経験を
　【必要な資質】自立した行動、他者を尊重、知識技能
　【　土　台　】自己肯定感      
行動指針「大同三訓」
　時を守る　場を整える　礼を尽くす

## 沿革
- 1939年（昭和14年）
  - 1月 - 旧大同電力関係企業31社の共同出資により大同工業学校を創立。
  - 4月
    - 公立実業学校校長の菅毅郎が初代校長として就任。
    - 第一回入学式を名古屋高等工業学校で挙行。
- 1940年（昭和15年）
  - 11月 - 大同製鋼専門技術者養成所・大同製鋼青年学校・大同製鋼病院(現・大同病院)との合同朝礼開始。
- 1941年（昭和16年）
  - 6月 - 名古屋陸軍造兵廠幹部12名来校視察。
  - 7月 - 相川勝六愛知県知事来校視察。
- 1942年（昭和17年）- 第一回卒業式を挙行し、校歌「遠つみ祖」を制定。
- 1948年（昭和23年） - 学制改革に伴い、大同工業高等学校を開校。
- 1962年（昭和37年） - 知多市岡田に知多校舎開校。
- 1973年（昭和48年） - 普通科を新設。
- 1976年（昭和51年） - 大同高等学校に校名を改称。
- 1997年（平成9年） - 知多校舎を男女共学化、翌年には名古屋校舎も男女共学になる。
- 2002年（平成14年） - 大同工業大学大同高等学校に改称。
- 2004年（平成16年） - 知多校舎を閉鎖。
- 2009年（平成21年） - 大同大学大同高等学校に校名を改称。

## 設置学科
普通科
　出願時にコースを選択、2年次から文理を選択
- 特進エクセレントコース
- 大同大学進学コース(2023年度入学生まで)→進学選抜コース(2024年度入学生より)
- 文理進学コース(2023年度入学生まで)→進学文理コース(2024年度入学生より)

工業科
　2年次より機械科、電子情報デザイン科の5つのコースから選択
機械科
- 生産システムコース
- 大同大学進学コース
- 電子機械コース

電子情報デザイン科
- 電子情報コース
- 情報デザインコース

## 主な部活動
- 男子バレーボール部
  - 『全国高等学校バレーボール選抜優勝大会』15回出場(1984年)ベスト8
  - 『全国高等学校総合体育大会バレーボール競技大会』 30回出場(1965年.1983年)ベスト4
  - 『全国私立高等学校男女バレーボール選手権大会』(2022年)準優勝
- 女子バレーボール部
- 男子ソフトテニス部
- 女子ソフトテニス部
- 男子ハンドボール部
- 女子ハンドボール部
- 硬式野球部
- サッカー部
- 剣道部
- 軟式野球部
- 男子バスケットボール部
- 女子バスケットボール部
- 陸上競技部
- 卓球部
- アウトドア部
- フットサル同好会
- 吹奏楽部
- 演劇部
- メカトロニクス研究部
- クリエイティブ部

など

## 交通
- 名鉄常滑線 大同町駅にて下車。
- 名古屋市営バス「大同町」停留所にて下車。

## 歴代の主な理事・監事
- 土屋純一 - 名古屋高等工業学校校長（現在の名古屋工業大学）
- 水野保 - 大同工業学校校長事務取扱、大日本帝国陸軍陸軍少将
- 川崎舎恒三 - 大同機械製作所取締役社長、東海電極（現在の東海カーボン）常務取締役
- 清水勤二 - 名古屋工業大学初代学長、名古屋市科学館館長
- 嶋尾正 - 名古屋商工会議所会頭
- 井上五郎 - 中部電力（株）初代社長
- 川口文夫 - 中部電力（株）代表取締役会長
- 三田敏雄 - 中部電力（株）代表取締役会長
- 勝野哲 - 中部電力（株）代表取締役会長
- 佐々部晩穂 - 中部日本放送初代社長

## 著名な出身者
- 加藤静治 - 清須市長、元新川町長
- 伊藤文隆 - プロ野球選手
- 前田和之 - プロ野球選手
- 鈴木淳評 - 俳優（「チルソクの夏」など）
- 上田馬之助 - プロレスラー
- 伊東克明 - バレーボール選手
- 遠藤さくら - 乃木坂46
- 佐藤景瑚 - JO1
- 鋼一幸 - 大相撲力士
- 原田一沙 - ハンドボール選手
- 中道元貴 - バレーボール選手